# Thomas S. Ricketts
Thomas Stuart Ricketts (Omaha, 23 maggio 1966) è un imprenditore e dirigente sportivo statunitense, presidente e proprietario dei Chicago Cubs e amministratore delegato di Incapital LLC, una banca di investimento di Chicago che confeziona obbligazioni societarie per gli investitori al dettaglio.
È anche direttore di TD Ameritrade Holding Corporation e uno dei quattro figli del fondatore di Ameritrade, J. Joseph Ricketts. La stima di Forbes della ricchezza della famiglia Ricketts è di circa 4.5 miliardi di dollari nel 2015, consolidata sotto il nome di J. Joseph Ricketts. Secondo la lista di Forbes 400 la famiglia, che nel 2009 occupava il 371º posto, nel 2015 è salita al 66º posto delle famiglie più ricche negli Stati Uniti.
Ha tre fratelli: Pete, politico del Partito Repubblicano e attuale governatore del Nebraska, Laura, avvocato e gestrice del sito Ecotravel.com, oltre che membro del consiglio di amministrazione di Lambda Legal, e Todd.

## Biografia
Nel 1983 Thomas Ricketts si trasferisce da Omaha (Nebraska) a Chicago per frequentare l'Università di Chicago dove già studia il fratello maggiore Peter. Si laurea nel 1988 e poi consegue nel 1993 il MBA (Master in Business Administration) nel 1993. Dopo la laurea entra a far parte del Chicago Board Options Exchange come market maker, incarico che mantiene sino al 1994, poco dopo aver terminato il suo MBA.  Dal 1995 al 1996 ricopre il ruolo di vicepresidente di Mesirow Financial fino a quando si trasferisce ad ABN AMRO come vice presidente nella divisione di intermediazione. La sua idea è di utilizzare Internet e altre tecnologie per aiutare le aziende a vendere le loro obbligazioni direttamente agli investitori al dettaglio e a non limitarsi a venderle solo alle istituzioni.
Nel 1999 lascia ABN AMRO per fondare Incapital LLC con sede a Chicago, una società di investment banking che apre ben presto due uffici, a Boca Raton, in Florida, e a Londra. Il suo ruolo è di presidente e direttore esecutivo. Con il padre J. Joseph Ricketts e il fratello J. Peter Ricketts, Thomas è anche direttore della TD Ameritrade Holding Corporation, l'azienda che è fonte primaria della ricchezza della famiglia.
Nel gennaio 2009 la famiglia Ricketts compra il 95% dei Chicago Cubs, la squadra locale di baseball, per 875 milioni di dollari. La vendita è approvata all'unanimità dai proprietari delle altre 29 squadre della Major League Baseball in ottobre. Ricketts è presentato come presidente dei Cubs il 31 ottobre 2009, lo stesso mese in cui la transazione è conclusa.
La gestione Ricketts, che nel 2016 conduce i Cubs a conquistare le World Series, il titolo nazionale che non vinceva più da oltre un secolo, porta anche a valorizzare fortemente la squadra: dal 2009 il valore è più che triplicato, da 700 milioni a 2,2 miliardi di dollari.
Nel 2018 entra in corsa per l'acquisto della squadra di calcio del Milan. Nello stesso tempo cerca di lanciare una nuova squadra di calcio a Chicago da far militare nella USL (United Soccer League); nell'iniziativa c'è anche Sterling Bay, dal novembre 2017 proprietario di una quota della USL e deciso a costruire il nuovo stadio per questa nuova società di calcio.

## Premi
Nel 2016 i Cubs di Chicago conquistano le World Series che non vincevano da 108 anni.